# Manažerský informační systém
Manažerský informační systém (Management Information System, MIS) je informační systém, který zpracovává nesetříděné údaje z databází, dle požadavků (dotazů) uživatele, za účelem zkvalitnění vedení organizace. Výsledky dotazů se zobrazují v grafech, tabulkách nebo sestavách (reportech).
MIS tvoří lidé, zařízení a procedury na sběr, třídění, analýzu, interpretaci a distribuci včasných a přesných informací pro marketingové rozhodování.
Posláním MIS je integrovat (shromažďovat) informace na jedno místo a především poskytovat je v použitelné formě.

## K čemu slouží MIS?
- Monitorování prostředí – kontinuálně
- Vymezení a hodnocení tržních segmentů (viz segmentace subjektů trhu)
- Odhad poptávky a předpovídání
- Implementace marketingové strategie a její dodržování
- Posuzování marketingové taktiky – vyhodnocení různých akcí (např. efektivnosti distribuce)
- Hodnocení marketingového výkonu – např. náklady na tisíc (N/1000) oslovených cílových subjektů

MIS shrnuje 3 základní skupiny informací, které mapují
- Průběžně se měnící širší okolí – makroprostředí
- Specifickou situaci jednotlivých trhů, jejich podmínky a požadavky
- Připravenost a schopnost firmy na ně reagovat

## Pojetí MIS v projektu FASMI
FASMI (Fast Analysis of Shared Multidimensional Information) nesetříděné, získané údaje jsou zpracovány tak, že je
- fast – rychlý, což umožňuje kvalitní využití manažerských analýz a pružně a rychle reaguje na jejich myšlenkové potřeby,
- analysis – analytický, protože poskytuje potřebné analýzy a současně podporuje vlastní logiku myšlenkových pochodů,
- shared – sdílený, což umožňuje, aby byl sdílený víceméně celou firmou (společností),
- multidimensional-mnohorozměrný, což umožňuje, aby byla prováděná vícepohledová analýza i s využitím,
- information – informační, tedy že výstupem jsou jen skutečně kvalitní a správné informace, které mohou být dále víceméně volně užívány.

Nesplňuje-li systém uvedené požadavky, není pravděpodobně přínosným systémem, ale pouze zatěžujícím balastem firmy.[zdroj?]